# Alsace (ancienne région administrative)
Cet article concerne l'ancienne région administrative. Pour la région culturelle et historique, voir Alsace. Pour les homonymes, voir Alsace (homonymie).
1956–2015
Entités suivantes :
- Grand Est
- Collectivité européenne d'Alsace

La région Alsace est une ancienne collectivité territoriale du nord-est de la France, incorporée à la région Grand Est le 1er janvier 2016. Il s'agit d'une ancienne région administrative dont la préfecture était Strasbourg, ville qui était aussi le siège du conseil régional d'Alsace. Plus petite région de France métropolitaine par la superficie, elle regroupait les départements du Bas-Rhin et du Haut-Rhin. Elle couvrait ainsi 13 arrondissements, 75 cantons et 904 communes. Elle correspond géographiquement à l'actuelle Collectivité européenne d'Alsace, issue de la fusion des collectivités départementales du Bas-Rhin et du Haut-Rhin.
Elle comptait en outre 67 intercommunalités et 10 pays de type LOADDT. Outre Strasbourg, les principales villes de cette ancienne région sont Mulhouse et Colmar et Haguenau.

## Évolution
En 1948, les départements du Haut et du Bas-Rhin sont rattachés à l'Igamie de Metz, il s'agit d'un regroupement de départements qui est identique à celui de l'actuelle région Grand Est, cette Igamie disparait en 1964. La « région de programme d'Alsace » est créée en 1956, le statut de ce territoire va évoluer jusqu'en 1982, date à laquelle il devient une collectivité territoriale via la loi Defferre. L'Alsace est administrée par un préfet à partir de 1964, en l'occurrence celui du Bas-Rhin. La région dispose de son propre conseil régional à partir de 1974.
En 2007, de nombreux hommes politiques alsaciens de droite comme de gauche ont soutenu l'idée d'un Conseil d'Alsace unique. Les décideurs économiques sont également plutôt favorables à cette évolution. La proposition fut soumise initialement par le Conseil économique et social d'Alsace (CESA) qui jugeait mal adaptée l'organisation territoriale alsacienne (région de petite taille et seulement deux départements qui pouvaient aisément être supprimés pour réduire les échelons administratifs) et voulait donc transférer davantage de compétences aux communes et intercommunalités, chapeautées par une assemblée alsacienne unique. Ce projet a trouvé un écho national favorable car il était en accord avec les conclusions du rapport Attali. Le président de la république, Nicolas Sarkozy, avait annoncé qu'il souhaitait une réforme des collectivités territoriales durant l'année 2009. Il désire parvenir à la suppression d'un échelon administratif. À partir de 2008 les élus de tous bords se rencontrent pour élaborer un projet commun,, aboutissant le 1er décembre 2011 au vote solennel par les élus des trois entités d'une résolution scellant l'accord de fusion. Un référendum régional a lieu le 7 avril 2013. Seul le Bas-Rhin vote majoritairement pour cette fusion, sans atteindre le minimum de 25 % des inscrits, en conséquence le projet fut rejeté.
En 2014, dans un contexte de restriction budgétaire et de crise économique persistante, le gouvernement annonce sa volonté de fusionner certaines régions métropolitaines. Des négociations au parlement commencent. L'Alsace doit alors fusionner avec la région Lorraine, puis la région Champagne-Ardenne est ajoutée à la fusion.
En Alsace, une partie de la population est particulièrement attachée à ses particularismes et à son appartenance régionale alsacienne. Dès l'annonce du projet de fusion, des citoyens clament leurs sentiments de consternation et de colère. Dix-huit parlementaires alsaciens (les députés UMP Jean-Louis Christ, Laurent Furst, Antoine Herth, Patrick Hetzel, Frédéric Reiss, Jean-Luc Reitzer, Sophie Rohfritsch, André Schneider, Éric Straumann, Michel Sordi et Claude Sturni, le député UDI Francis Hillmeyer et les sénateurs UMP Françoise Boog, Fabienne Keller, Francis Grignon, André Reichardt, Esther Sittler et Catherine Troendlé) cosignent le 5 juin 2014, un texte refusant la fusion en marquant leur volonté de relancer le projet de Conseil d'Alsace. Le 20 juillet, Jean Rottner, maire de Mulhouse, lance la pétition « Arrêtons de subir ! » qui récolte en quelques semaines près de 63 500 signatures pour réclamer l'instauration d'un Conseil unique d'Alsace (regroupement du conseil régional Alsace avec ceux des départements du Haut-Rhin et Bas-Rhin). Dans la nuit du 23 au 24 août 2014, les panneaux routiers indiquant l'entrée des communes alsaciennes sont recouverts d’un ruban adhésif noir dans le coin droit en signe de deuil. Cela continue à figurer sur les panneaux tout le reste de l'année 2014, ainsi que durant l'année 2015. Plusieurs manifestations pacifiques rassemblant des milliers de personnes ont lieu dans les grandes villes alsaciennes ; sans être exhaustif, le 28 juin, le 11 octobre, le 23 novembre, le 13 décembre 2014, et le 14 mars 2015 à Strasbourg, le 7 décembre à Mulhouse, et le 30 novembre à Colmar. En campagne pour la réélection à la présidence de l'UMP, Nicolas Sarkozy profite du ressentiment alsacien et promet le 6 novembre 2014 lors d'un meeting de revenir sur cette fusion en cas de retour au pouvoir en 2017. L'ensemble des députés UMP d'Alsace vote contre le projet de loi. Le 19 novembre, lors d'une manifestation surprise, ces derniers déploient à l'intérieur du Palais Bourbon puis à l'extérieur, une banderole hostile à la fusion. De nombreuses autres actions symboliques sont menées ; par exemple, le déploiement d'une banderole sur la façade de la cathédrale de Strasbourg (8 juin), des peintures Elsass / France sur les frontières avec la Lorraine ou le hissage du drapeau alsacien rouge et blanc (6 octobre et 21 décembre) sur le Théâtre national de Strasbourg, anciennement Palais de la diète d'Alsace-Lorraine. Des groupes d'action voient le jour, comme l'Alliance Alsacienne - Elsässer Bùndnis, les Cigognes Rebelles et l'Elsässer Heimatbund. En mars 2015, un collectif d'une vingtaine artistes publient « Alsassinée », une chanson coup de gueule. La pétition "Alsace retrouve ta voix" a récolté plus de 100 000 signatures alsaciennes en quelques mois.

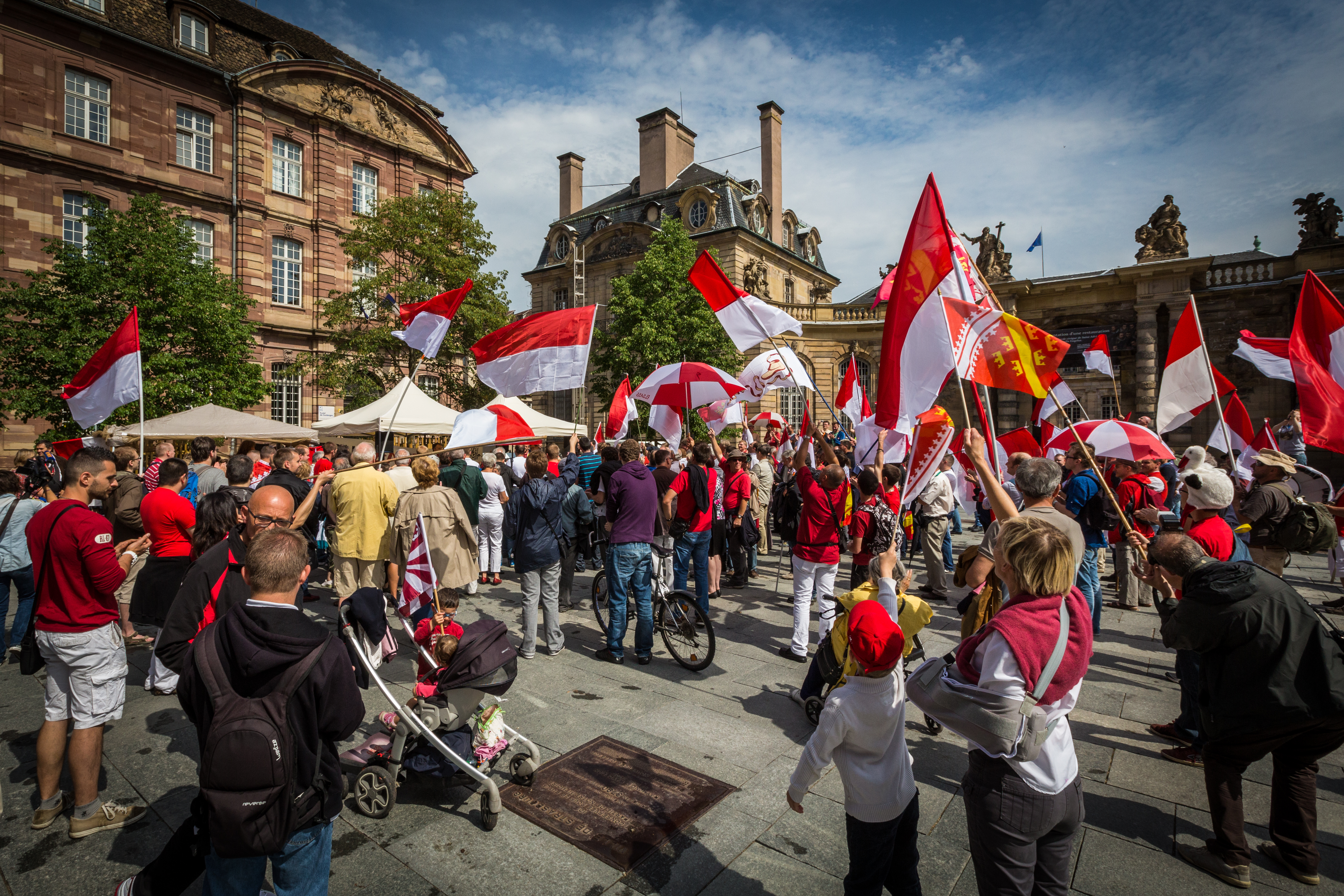
28 juin 2014.
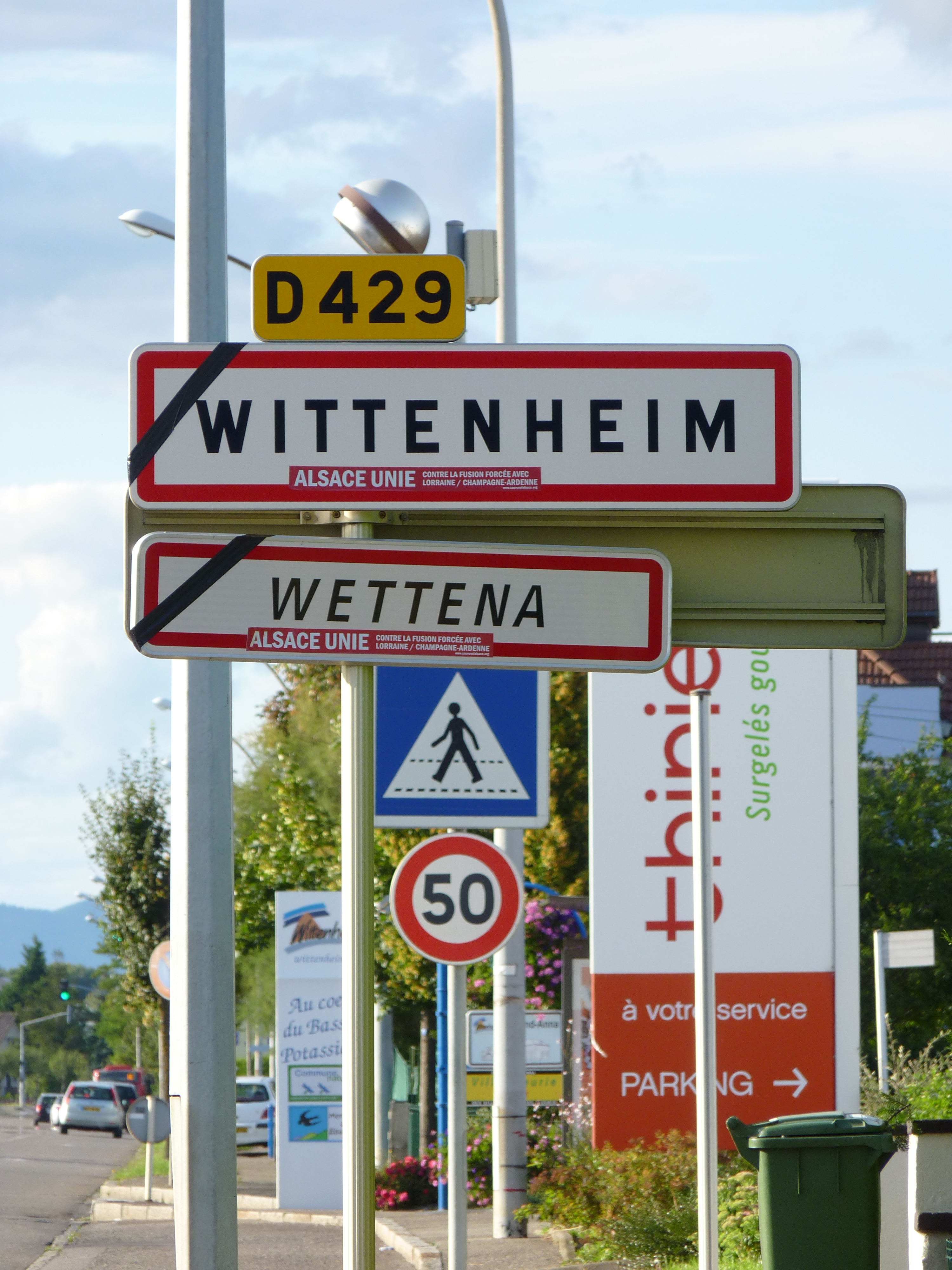
24 août 2014.
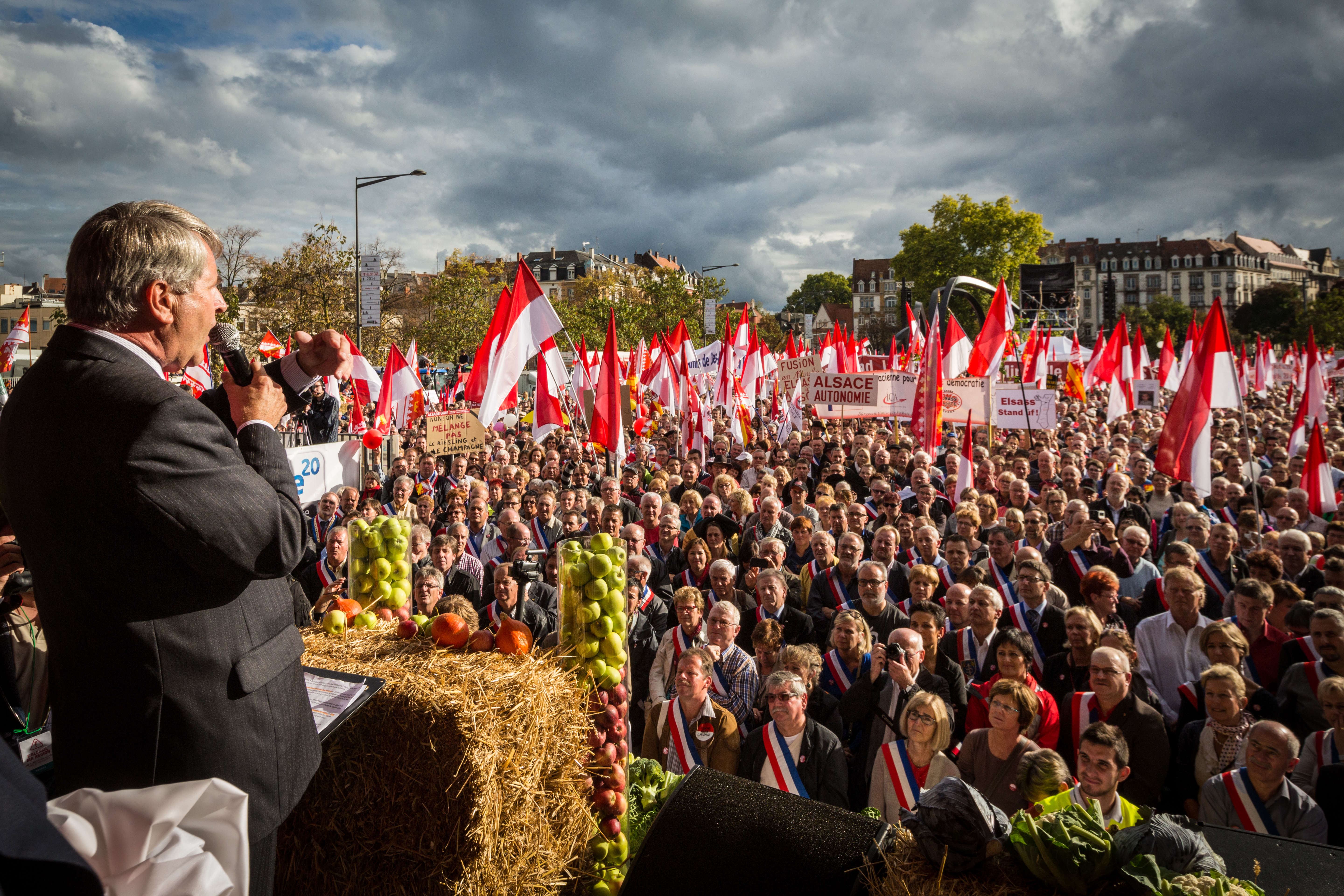
11 octobre 2014.
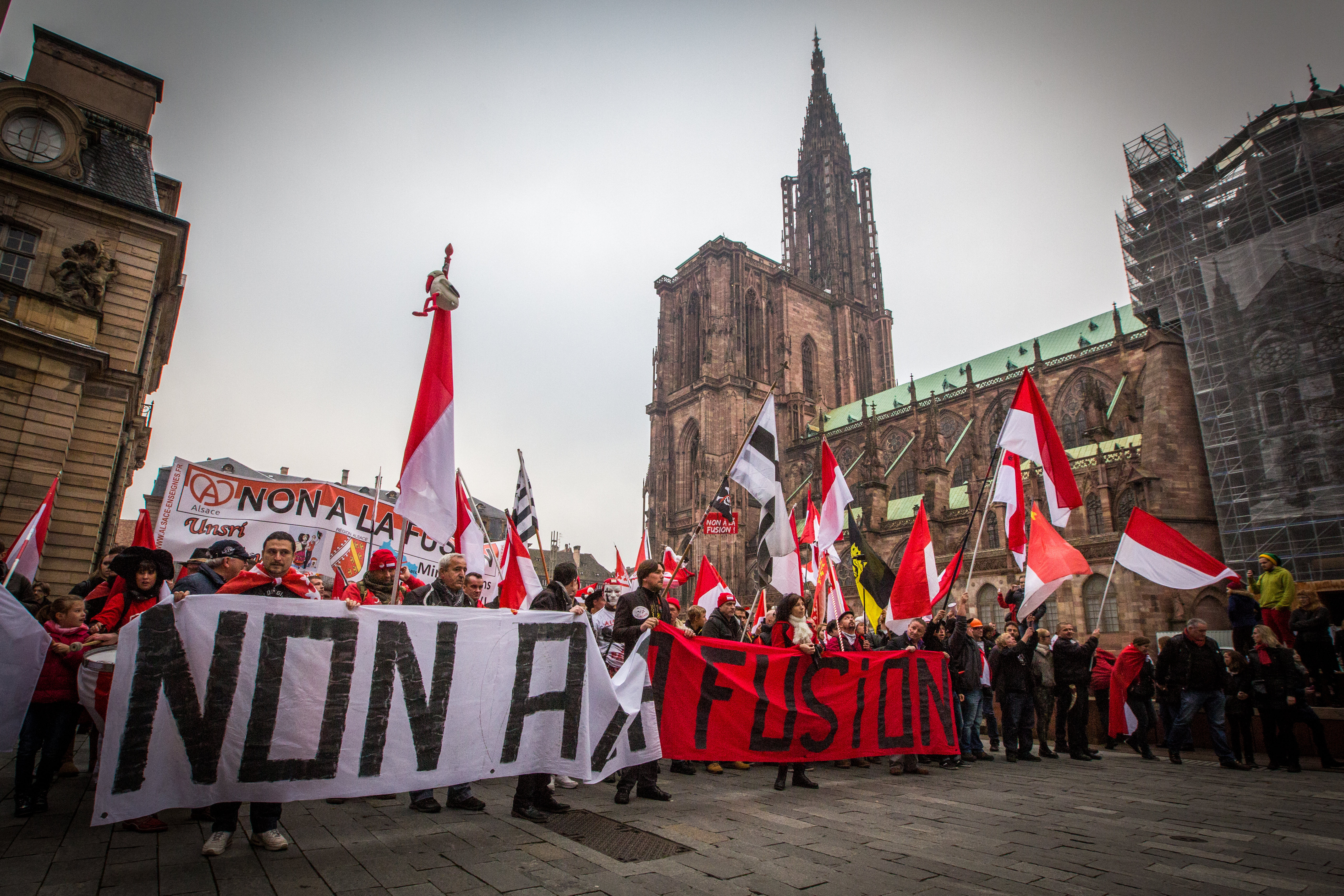
23 novembre 2014.
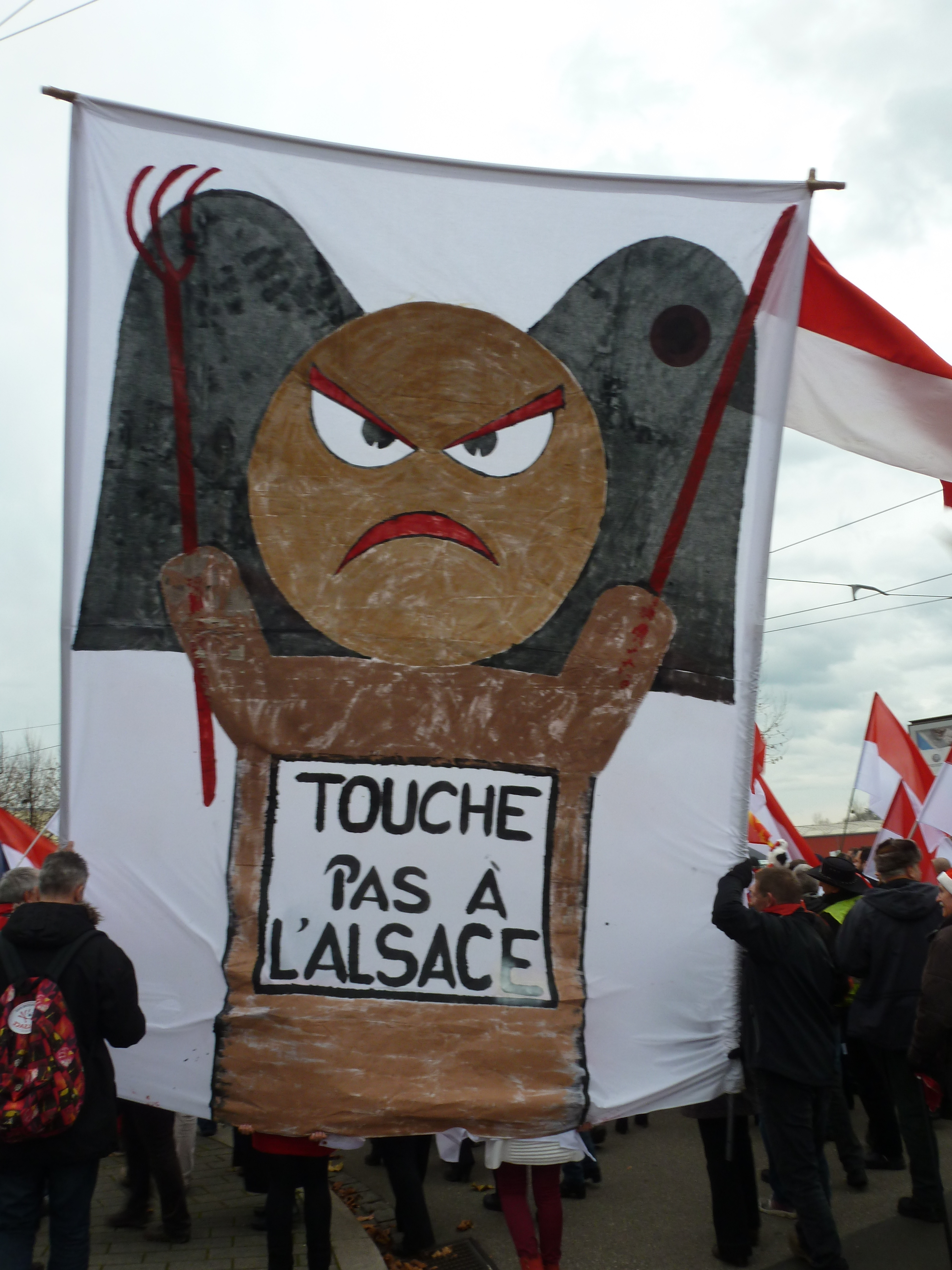
13 décembre 2014.
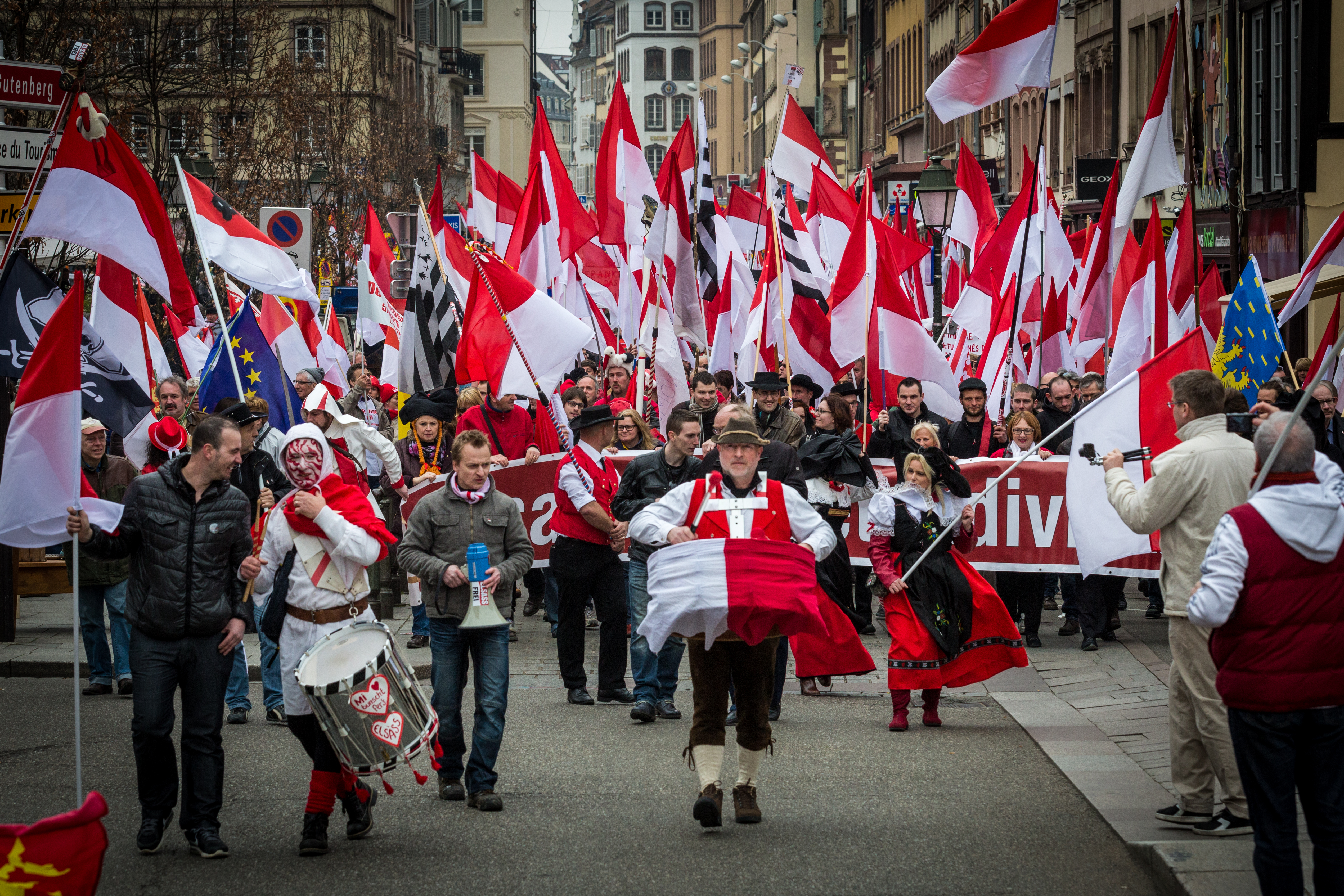
14 mars 2015.
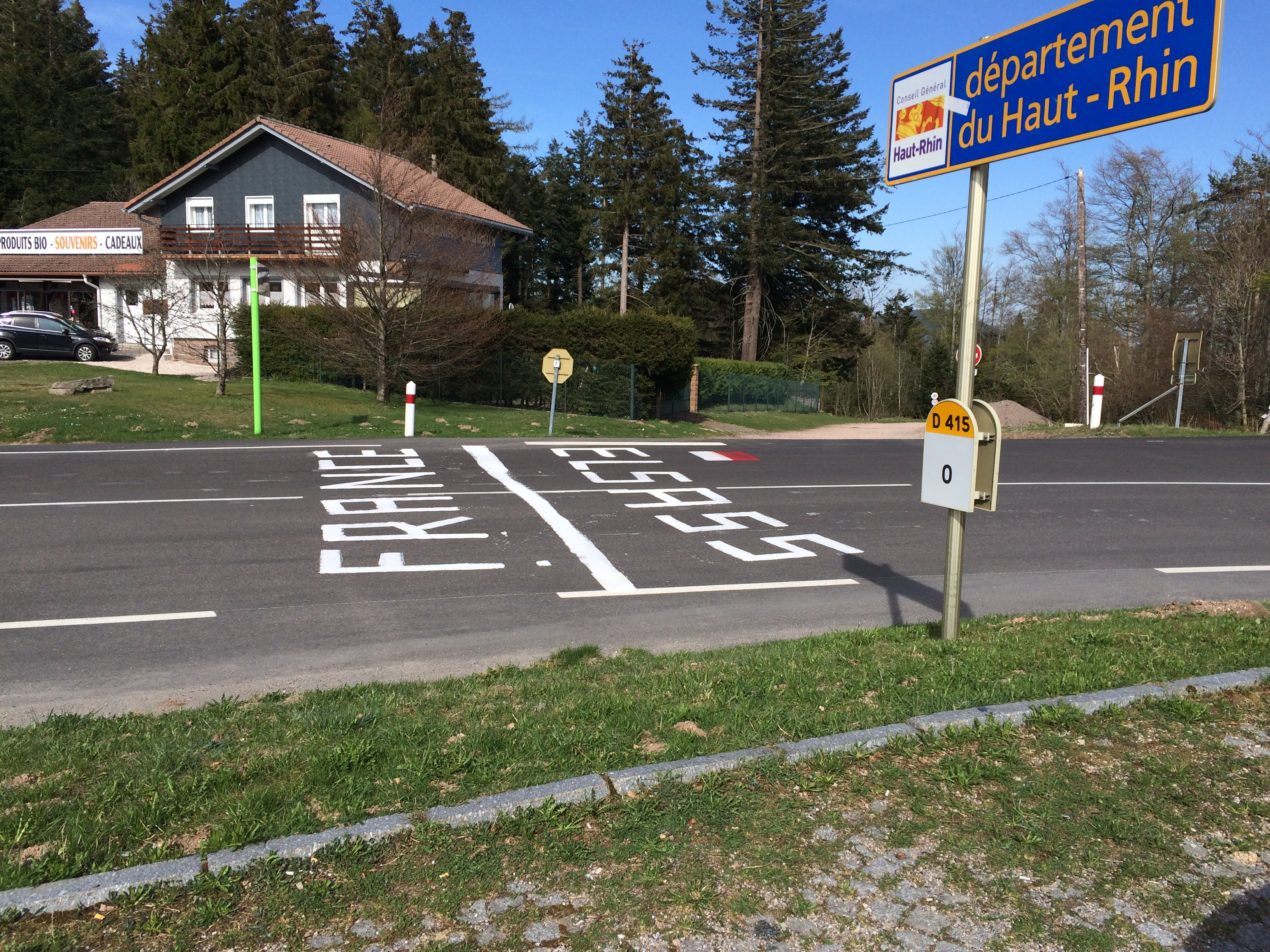
24 avril 2015.

La loi relative à la délimitation des régions, aux élections régionales et départementales et modifiant le calendrier électoral du 16 janvier 2015 rattache finalement la région Alsace à la nouvelle région administrative Alsace-Champagne-Ardenne-Lorraine à partir du 1er janvier 2016.

## Conseil régional
Le conseil régional d'Alsace était un conseil régional (collectivité territoriale française) administrant la région. Il comportait 47 membres (29 pour le Bas-Rhin et 18 pour le Haut-Rhin). Il siégeait depuis 2005 à la Maison de la Région située au nord de Strasbourg, sur la place du Wacken, devenue place Adrien Zeller en septembre 2010 en hommage à l'ancien président de la région.

## Emblèmes régionaux
Après son rattachement à la France, le drapeau officiel de la région Alsace a été calqué sur le blason.
Dans un premier temps, on s'était basé sur le blason homologué par les préfets en 1948 qui juxtaposait les blasons départementaux mais, à partir de 1990 environ, la région Alsace avait décidé de reprendre le blason historique qui date lui du XVIIe siècle.
Il avait la même signification historique que le blason régional et que les blasons départementaux fusionnées. Ce drapeau reprenait les couleurs alémaniques traditionnelles rouge et blanc auxquelles il ajoutait 6 couronnes jaunes qui symbolisent les aspirations de la dynastie des Habsbourg originaire d'Alsace. Les Habsbourg ont régné sur les différents peuples de l'Europe centrale durant plusieurs siècles. Le landgraviat de Haute-Alsace était une propriété originelle de la maison féodale dont la Stammburg Habichtsburg ou Habsburg se trouve dans la région, aujourd'hui du côté suisse du Rhin. La bande blanche en travers ornée de part et d'autre de dentelle blanche est le symbole des comtes de Werd qui régnèrent sur le nord de la région qu'on retrouve également le blason de ville de Strasbourg, les couleurs étant inversées. Le fond rouge est commun aux deux blasons départementaux.
Parallèlement le conseil régional disposait aussi d'un logo composé d'une étoile bleue avec une branche jaune et de la mention « Région Alsace ». L'étoile représentait la France et la branche jaune l'Alsace. Elle faisait également référence au drapeau européen.

Blason utilisé par la région Alsace.
Drapeau utilisé par la région Alsace.
Identifiant territorial officiel utilisé par la région Alsace sur les plaques d'immatriculation.

### Logos de la région

Ancien logo du conseil régional d'Alsace.
Logo de la région Alsace jusqu'en 2016.

## Slogans
La région Alsace était très présente dans le domaine sportif. Son slogan était "A fond l'Alsace".

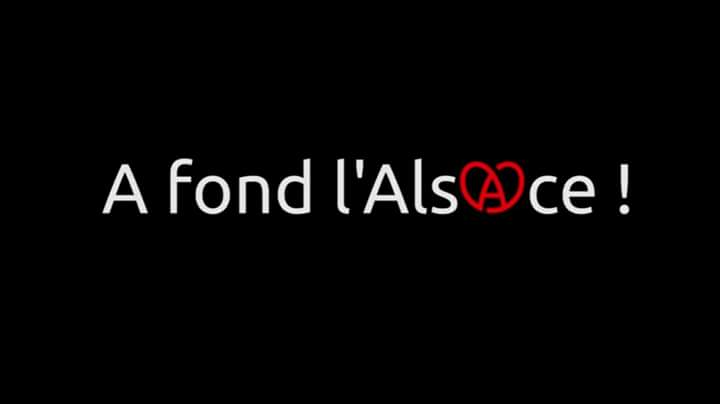
Logo officiel du slogan

## Jumelages
La région Alsace est jumelée avec :
- Jiangsu (Chine)[29]